# 肯彭
肯彭是德国北莱茵-威斯特法伦州的一个市镇。总面积68.81平方公里，总人口35694人，其中男性17334人，女性18360人（2011年12月31日），人口密度519人/平方公里。

## 友好城市
- 法國旺布勒希（1972年）
- 法國奥赛（1972年）
- 英国东剑桥郡（1978年）
- 德国韦尔道（1990年）